# اسپرسوساز

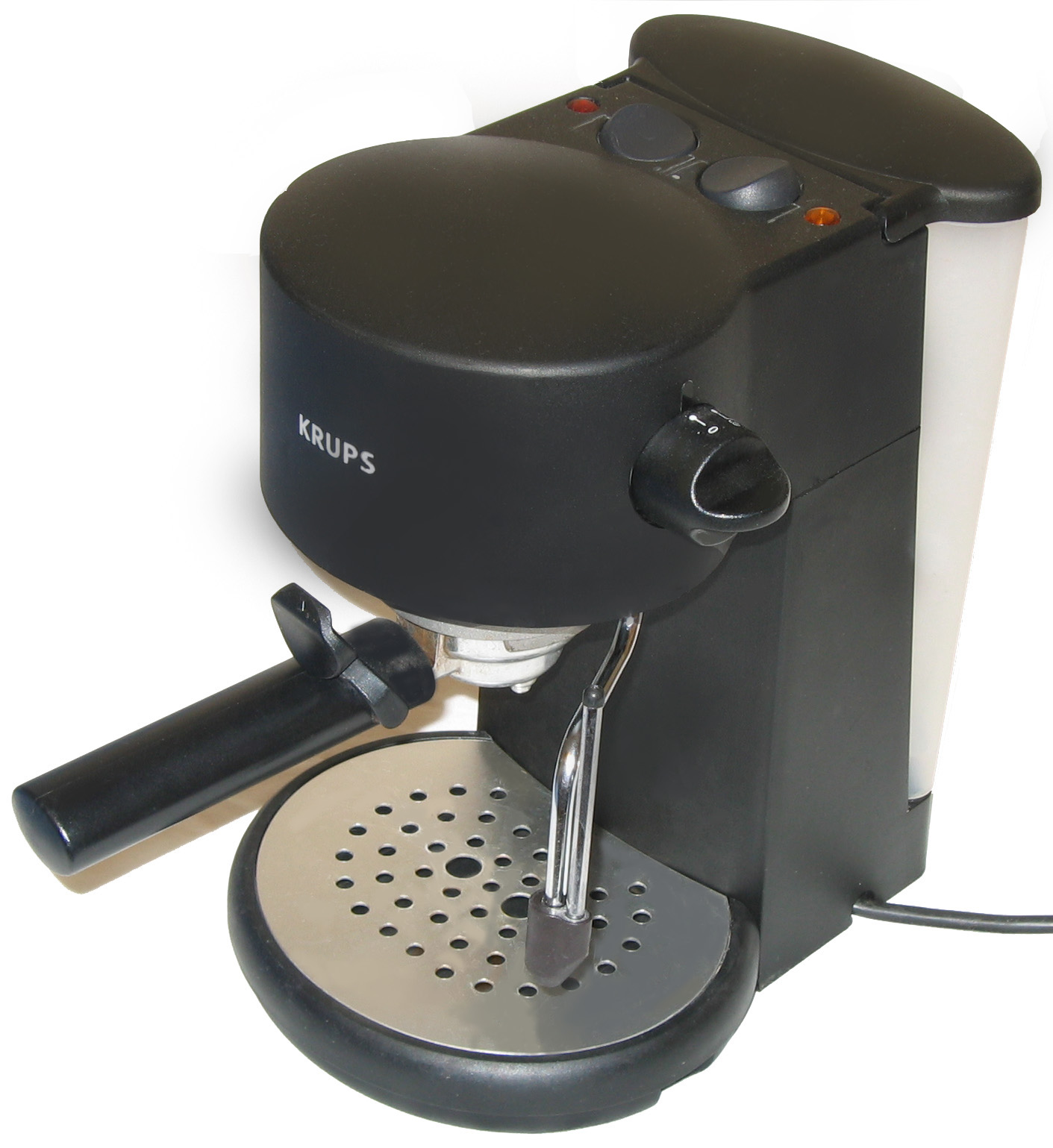
یک دستگاه اسپرسوساز ساده برای مصارف عمومی با پمپ

اسپرِسوساز (به انگلیسی: Espresso machine) دستگاهی است که نوشیدنی قهوه را با فشار دادن آب داغ از میان دانه‌های قهوه آسیاب شده تولید می‌کند. این نوشیدنی از اوایل قرن بیستم در ایتالیا به وجود آمد و به سرعت به یکی از محبوب‌ترین نوشیدنی‌ها در سراسر جهان تبدیل شد که به خاطر طعم غنی و تنوعش شناخته می‌شود.
این دستگاه آب را تا نزدیک به نقطه جوش، معمولاً حدود ۱۹۰ درجه فارنهایت (۸۸ درجه سانتی‌گراد) گرم می‌کند. سپس این آب داغ با فشار بالا، معمولاً حدود ۱۳۰ پوند بر اینچ مربع، از میان دانه‌های قهوه عبور می‌دهد. این فرایند روغن‌ها و طعم‌های قهوه را استخراج می‌کند و در نتیجه یک شات غلیظ اسپرسو به دست می‌آید. روش دم‌آوری منحصر به فرد، لایه‌ای از کرم، یک فوم کرمی که روی اسپرسو نشسته است، ایجاد می‌کند که به بافت غنی آن اضافه می‌کند.
انواع مختلفی از دستگاه‌های اسپرسو وجود دارد که هر کدام ویژگی‌ها و پیچیدگی‌های خاص خود را دارند. دستگاه‌های دستی به کاربران اجازه می‌دهند که فرایند دم‌آوری را کنترل کنند. دستگاه‌های نیمه‌اتوماتیک به کاربران اجازه می‌دهند که قهوه را آسیاب و فشرده کنند در حالی که جریان آب را به‌طور خودکار انجام می‌دهند. دستگاه‌های کاملاً اتوماتیک راحتی را بیشتر می‌کنند و با آسیاب‌های داخلی و تنظیمات برنامه‌ریزی‌شده کار را آسان می‌کنند. یک تمپر برای فشرده‌سازی یکنواخت دانه‌های قهوه در پورتافیلتر استفاده می‌شود که تضمین می‌کند دم‌آوری یکدست باشد.
اسپرسو می‌تواند به‌تنهایی یا به‌عنوان پایه‌ای برای انواع نوشیدنی‌های قهوه مصرف شود. گزینه‌های محبوب شامل لاته، کاپوچینو و ماکیاتو هستند که هر کدام یک چرخش منحصر به فرد بر روی شات کلاسیک اسپرسو ارائه می‌دهند.

## نحو عملکرد
اسپرسوساز، عصاره‌گیری قهوه را به وسیلهٔ فشار آب داغ انجام می‌دهد و عصارهٔ حاصل از آن اسپرسو نام دارد. در ابزار و روش‌هایی که به وسیلهٔ فشار آب، عصاره‌گیری قهوه انجام می‌شود، در حقیقت به آب نوعی فشار داده می‌شود تا پس از گذر از فیلترهای ریز، تفاله‌های قهوه از عصارهٔ حاصل جدا شوند. دلیل فشار آب هم آنست که در آن شرایط عصاره‌گیری (فشرده شدن قهوه درون پرتافیلتر)، آب توانایی عبور از آن قهوه و فیلتر را ندارد.

## فشار بالا
در فرایند تهیه اسپرسو، آب داغ با فشار بالا (معمولاً حدود ۹۰۰ کیلوپاسکال) از میان دانه‌های قهوه آسیاب شده عبور می‌کند. این فشار باعث می‌شود که روغن‌ها و گازهای موجود در قهوه به سطح بیایند و با هم ترکیب شوند و کرما را تشکیل دهند.

## کافی کرما
کافی کرما (Coffee Crema) که بیشتر با نام کرما “Crema” شناخته می‌شود، لایه‌ای نازک و کرمی است که در بالای اسپرسو تشکیل می‌شود. این لایه که اغلب به رنگ قهوه‌ای روشن تا تیره است، از ترکیب غلیظ گازها، قطرات روغن قهوه و ذرات کوچک جامد تشکیل شده است.

### آسیاب مناسب
دانه‌های قهوه باید به اندازه‌ای آسیاب شوند که نه خیلی درشت و نه خیلی ریز باشند. آسیاب مناسب باعث می‌شود که آب به‌طور یکنواخت از میان قهوه عبور کند و در نتیجه کرما به خوبی تشکیل شود.

### تازگی دانه‌ها
دانه‌های قهوه تازه‌برشته‌شده معمولاً حاوی گازهای بیشتری هستند که در فرایند برشته‌سازی تولید می‌شوند. این گازها هنگام دم‌آوری آزاد می‌شوند و به تشکیل کرما کمک می‌کنند؛ بنابراین، استفاده از دانه‌های تازه‌برشته‌شده تأثیر زیادی بر کیفیت کرما دارد.

### دمای آب
دمای مناسب آب نیز در تشکیل کرما نقش دارد. آب باید به دمایی نزدیک به ۹۰ تا ۹۵ درجه سانتی‌گراد برسد تا بهترین طعم و کرما را ایجاد کند.

### تکنیک دم‌آوری
نحوه دم‌آوری و زمان آن نیز بر کیفیت کرما تأثیر می‌گذارد. اگر زمان دم‌آوری بیش از حد طولانی یا کوتاه باشد، ممکن است کرما به درستی تشکیل نشود.
در نهایت، کرما نه تنها به زیبایی ظاهری اسپرسو اضافه می‌کند، بلکه طعم و عطر قهوه را نیز غنی‌تر می نماید.

## تاریخ
اولین مدل اسپرسوساز در سال ۱۸۸۴ توسط آنجلو موریوندو ساخته شد. اما ماشینی که او ساخته بود یک سری ایرادها داشت که در سال ۱۹۰۱ لوئیچی بتزرا با افزودن بخش‌هایی به دستگاه مانند پرتافیلتر و بهتر کردن عملکرد بویلر، این دستگاه را بهبود بخشید.

## نگارخانه

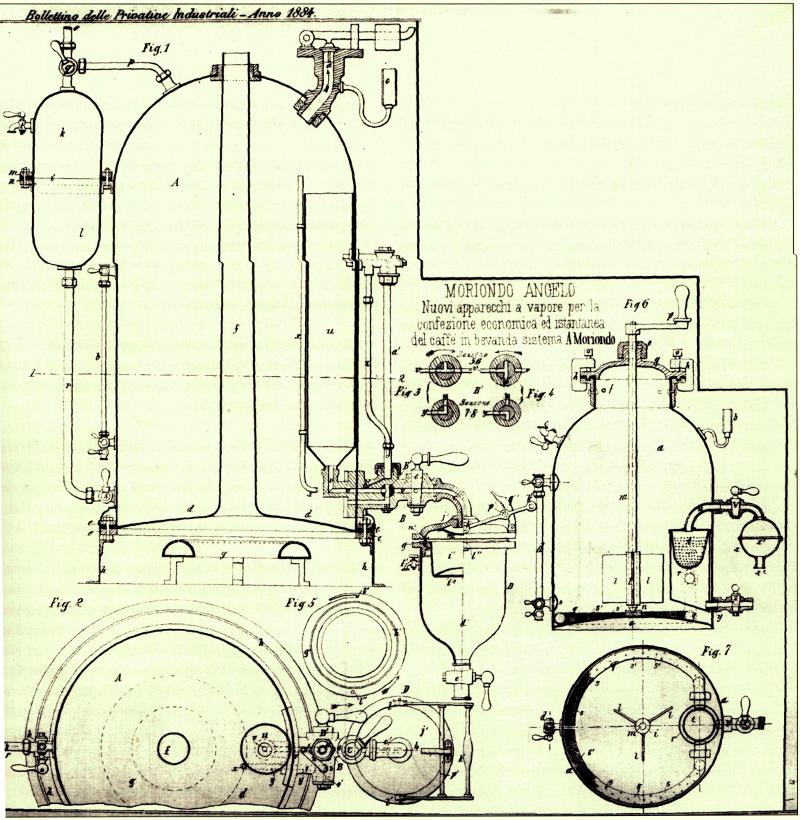
طرح ثبت اختراع (جلد ۳۳ شماره ۲۵۶ ، ۱۸۸۴ میلادی) دستگاه اسپرسو ، اختراع شده توسط آنجلو موریوندو
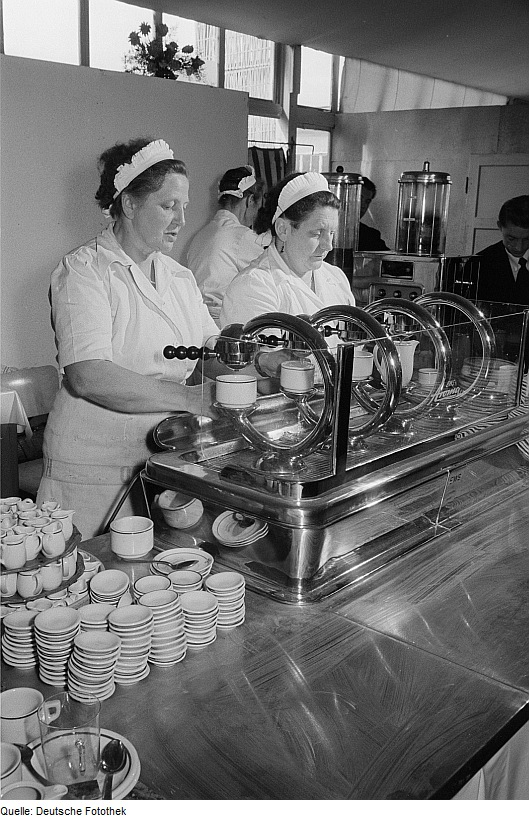
دستگاه اسپرسو ساز در آلمان شرقی ، ۱۹۵۴
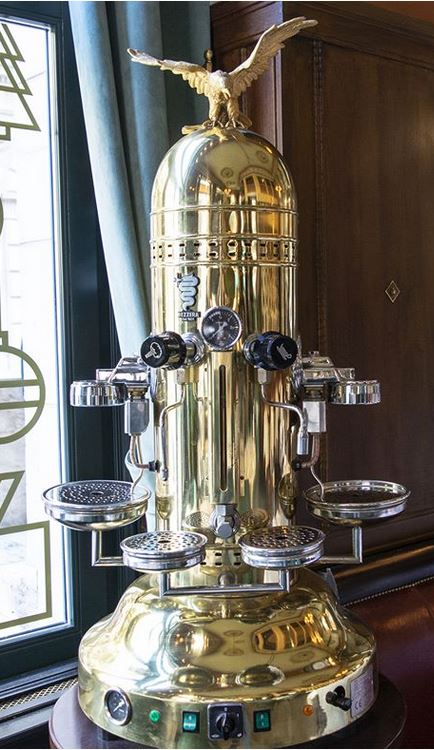
قهوه ساز بازرا ایگل ۲ (Bezzera Eagle 2)، در کافه مرکزی بوداپست